# سليم أباد (باقران)
سليم أباد (بالفارسية: سلیم‌آباد) هي مستوطنة تقع في إيران في قسم باقران الريفي.